# San Marino en los Juegos Olímpicos de Sídney 2000
San Marino estuvo representado en los Juegos Olímpicos de Sídney 2000 por cuatro deportistas, tres hombres y una mujer, que compitieron en tres deportes.
La portadora de la bandera en la ceremonia de apertura fue la tiradora Emanuela Felici. El equipo olímpico sanmarinense no obtuvo ninguna medalla en estos Juegos.